# Santa Marinha de Oriz
Santa Marinha de Oriz (llamada oficialmente Oriz (Santa Marinha)) era una freguesia portuguesa del municipio de Vila Verde, distrito de Braga.

## Historia
Fue suprimida el 28 de enero de 2013, en aplicación de una resolución de la Asamblea de la República portuguesa promulgada el 16 de enero de 2013 al unirse con la freguesia de São Miguel de Oriz, formando la nueva freguesia de Oriz (Santa Marinha) e Oriz (São Miguel).